# Cantammore
Cantammore è il trentottesimo album in studio del cantante italiano Mauro Nardi, pubblicato il 13 settembre 2013 dalla Zeus - Serie Oro.

## Tracce
1. Te penzo ancora – 4:16 (V. Caradonna)
2. Nato meglio 'e me – 4:19 (Antoine/Antonio Fischetti)
3. Si vulesse bene a me – 4:06 (V. D'Agostino - C. Tortora - L. D'Agostino)
4. Io te vulevo bene – 4:05 (Jano Zappulla)
5. Doppe fatto ammore – 3:16 (M. Arciello - G. Turco)
6. Ma quando torna addu te – 3:58 (A. Aprile - S. Viola - C. Cremato)
7. Dint'a 'na serata – 4:02 (M. Arciello - G. Turco)
8. So' 'nnammurato ancora 'e te – 4:22 (A. Casaburi - F. Percopo)
9. Indifferentemente – 3:57 (N. Tortora - V. D'Agostino - V. Caradonna)
10. Alla mia età – 4:09 (V. D'Agostino - L. D'Agostino)
11. Nun m'aspettà – 3:06 (V. D'Agostino - C. Tortora)